# Аделаджа, Сандей
Са́ндей Сунка́нми Адела́джа (англ. Sunday Adeladja; 28 мая 1967, Идомила, штат Огун, Нигерия) — украинский проповедник нигерийского происхождения, основатель харизматической организации «Посольство Божье».

## Биография
Родился 28 мая 1967 года в пресвитерианской семье, в селении Идомила в штате Огун на юго-западе Нигерии. Его жители относят себя к народу йоруба. Мать Аделаджи Тениола была дочерью правителя селения. Вопреки диагнозу врачей, о том, что она не сможет иметь детей, Тениола 28 мая 1967 года, в воскресенье, родила сына, которого по этому дню назвала Сандеем (англ. Sunday), что означает «воскресенье». Сандей носит фамилию матери — Аделаджа («тот, кто примиряет людей»), потому что родители развелись до его рождения. Спустя несколько лет Тениола вторично вышла замуж, а Сандея до 16 лет воспитывала бабушка Рейчел, которая заменила ему и мать, и отца.
По окончании школы в 1986 году Сандей Аделаджа получает грант на обучение от советского правительства и приезжает в СССР, где поступает на факультет журналистики Белорусского государственного университета.
В 1989 году Сандей и его друзья-африканцы стали посещать богослужения баптистов и пятидесятников, а в 1990 году они начали совершать миссионерские поездки по различным частям СССР Белоруссии, Прибалтике, РСФСР и Украине. Проповедовали в разных общественных местах: электричках, автобусах, подземных переходах.
В 1993 Сандей Аделаджа закончил БГУ и, как англоязычный журналист, получает предложение работы от Украинской независимой телекомпании «Рутения». Он переезжает в Киев, где продолжает свою проповедническую деятельность. По словам Аделаджи «пастор Джеф Девис из США приехал на Украину проповедовать — меня пригласили знакомые как переводчика», хотя по данным интернет-издания Корреспондент.нет Аделаджа был депортирован из Белоруссии.
В 1994 году Сандей Аделаджа создаёт миссию «Слово веры» (впоследствии название её было изменено на «Посольство Божие»).
В 1996 году в организацию Аделаджи вступил бизнесмен, а впоследствии городской голова Киева Леонид Черновецкий.
В 1998 году Аделаджа с четырёхмесячной визой «специалиста по ценным породам африканского дерева» приехал на Украину.
В 2002 году организация «Слово Веры» меняет свое название на «Посольство благословенного Царства Божьего для всех народов».
В 2001 году вместе с Алексеем Ледяевым, Кентом Маттоксом и Джоном Экхартом «помазал» Сергея Журавлёва (лидера Украинской реформаторской православной церкви, являющейся подразделением Посольства Божьего) «на апостольское служение и реформацию Православия».
В 2006 году ФСБ РФ в целях обеспечения обороноспособности и безопасности государства было принято решение в форме заключения о нежелательности пребывания (проживания) Сандея Аделаджа на территории РФ основанием к чему явился пп.1 п.1 ст. 27 федерального закона от 15.09.1996 г. «О порядке выезда из РФ и въезда в РФ». Аделаджа пытался обжаловать действий сотрудников Пограничной службы Федеральной Службы Безопасности РФ в аэропорту Шереметьево-1 в суде, но решением Мещанского районного суда города Москвы от 6 декабря 2006 года ему отказано в удовлетворении требований. Сам Аделаджа объяснил это тем, что в своё время он поддержал Оранжевую революцию.
В 2007 году, 23 апреля — Сандей Аделаджа открывает молитвой заседание Сената США, 23 августа — выступление Сандея Аделаджи в помещении ООН).
11 декабря 2008 год — по сообщениям ряда СМИ Аделаджа основал во время поездки в Нигерию банк «GS Microfinance Bank», на открытие которого сказал следующее 

«Мы организовали компанию „GS Microfinance Bank“ с суммой 250 миллионов найр, мы выдавали кредиты и проводили тренинги для бизнесменов, помогали им развивать идеи, и на сегодняшний момент наш капитал составляет 500 миллионов найра, и наша цель — достичь 1 миллиарда до марта 2009 года (7,2 млн долларов США)».
 Позднее Аделаджа опубликовал официальное заявление, что вообще не имеет отношения к упомянутому банку и что данная организация не является банком в обычном понимании, однако после запроса в Нигерию выяснилось, что хотя Аделаджа и не выступал в качестве учредителя банка, но вошёл в состав совета директоров банка. Сама финансовая компания «GS Microfinance Bank Ltd» была образована 1 сентября 2008 года и за 2 года увеличила уставной капитал с 250 млн. найра ($1,8 млн.) до 500 млн найра ($3,6 млн.). Официальная цель банка состоит в том, чтобы обогатить 4 000 сёл в Нигерии, и ещё 40 000 сёл в Африке, чтобы предоставлять займы, юридически сопровождать клиентов, проводить тренинги и советовать малоимущим, как правильно распорядиться деньгами.
29 декабря 2008 года по итогам состоявшейся 16 декабря 2008 года встречи с Аделаджой
1. епископ Всеукраинского Союза Церквей христиан веры евангельской-пятидесятников М. С. Паночко,
2. старший епископ Украинской христианской евангельской церкви Л. Н. Падун,
3. заместитель старшего епископа Союза свободных церквей христиан евангельской веры Украины Анатолий Глуховский,
4. епископ Церкви христиан веры евангельской «Спасение» Филипп Савочка,
5. епископ Объединения церквей христиан веры евангельской «Украинская миссионерская церковь» Валерий Решетинский,
6. президент Объединения независимых харизматических христианских церквей Украины (Полного Евангелия) Анатолий Гаврилюк,
7. пастор Киевской мессианской общины Борис Грисенко,
8. старший пастор Харьковской христианской церкви Пётр Коваленко

выступили с совместным заявлением, в котором объявили, что «решительно отмежевываемся от Сандея Аделаджа и его деятельности», осудили стремление Аделаджи «к созданию культа личности», «методы и деятельность, основанные на саморекламе, преувеличении своих заслуг и неправде», «лжеучение об обогащении, грех сребролюбия» и «практику проклятия служителей несогласных с его мнением». Кроме того они констатировали, что Аделаджа «является вдохновителем и духовным покровителем околоцерковных финансовых структур („King’s Capital“ и других)» и «уклонился от чистоты евангельского учения и находится в духовном обольщении и заблуждении» и, среди прочего, призвали Духовный совет «Посольства Божьего» «отстранить Сандея Аделаджа от выполнения его обязанностей, а самого Сандея Аделаджу — полностью оставить свое служение для духовного оздоровления церкви».
В декабре 2010 года Аделаджа призывал членов своей организации Посольство Божье идти в депутаты всех уровней и брать власть.
3 июня 2011 года — ряд СМИ распространил сведения о том, что в рамках расследования по делу о мошенничестве фирмы «King's Capital» Аделаджа был задержан сотрудниками Службы безопасности Украины близ Южного моста в Киеве на парковке торгового центра «Материк», и в ходе задержания у Аделаджи был изъят личный автомобиль.
Позже оказалось, что данные сведения не соответствую действительности, а сам Аделаджа в это время находился на свадьбе одного из членов своей организации проходившей на теплоходе, аренда которого стоит около 5 тыс. грн в час.
23 марта 2016 года Украинский межцерковный совет (УМС) в заявлении, подписанном 9 епископами разных церквей, призвал руководство и прихожан «Посольства Божье» отстранить Аделаджу и старейшин от руководства и отлучить их. В обращении УМС утверждалось, что Аделаджа продолжает «с помощью различных манипулятивных способов, льстивых слов» использует своё положение в отношении своих последователей для того, чтобы «вступать с ними в половые контакты». Также УМС призвал членов «Посольства Божьего» покинуть эту организацию и «найти церковь, где исповедуют и практикуют здоровое библейское христианское учение» В тот же день на собрании пасторов и старейшин «Посольства Божьего» Аделаджа признался, что «длительное время жил в грехе блудодеяния». 25 марта 2016 года духовный наставник Аделаджи Тофф Улиссис после официального обращения к нему Духовного совета РОСХВЕ, где про Аделаджу говорилось, что «уже давно не является секретом роль этого человека в построении финансовых пирамид и обмане многих, доверявших ему, людей. Финансовая нечистоплотность и ложь стали причиной того, что множество людей разочаровались в Боге и в Церкви…» объявил об «извержении Сандея Аделаджа из духовного сана». Начальствующий епископ РОСХВЕ С. В. Ряховский писал: «К сожалению, эта ситуация не послужила покаянию пастора Сандея Аделаджа. Недавно нам стало известно о множестве случаев прелюбодеяния в его жизни. Речь идёт не об отдельных эпизодах, а о жизни в постоянном блуде! Первое время мы не решались верить, что христианин, служитель церкви, являющийся авторитетом для большого количества людей, мог опуститься до такого уровня».
На праздновании 22-летия «Посольства божьего» Аделаджа объявил, что не связывает свою последующую жизнь с Украиной и намерен уехать.
17 апреля 2016 года духовный покровитель Сандея Аделаджи заявил о своём отказе в каком-либо сотрудничестве с Сандеем и упрекнул Аделаджу во лжи.
В феврале 2022 года Сандей Аделаджа с семьей покинул территорию Украины и поселился в Бельгии.

## Семейное положение
Женат на Абоседе Аделаджа (ныне пастор Босе), 1973 г.р. уроженке Нигерии, также проходившей обучение в Советском Союзе, от брака с которой имеет троих детей — Фареса (Переза), Зою и Перл. По словам одного из бывших пастырей «Посольства Божьего» Игоря Томченко, дети С. Аделаджи имеют гражданство США.

## Парапсихологические заявления
Аделаджа в одном из своих выступлений сказал, что у него биополе больше чем у других людей и такое же, как и у Библии
Специалист по биополю замерял энергетику, и оказалось, что у меня — 40 единиц, а у одного из экстрасенсов — всего 12. Кстати, замеры энергетического поля Библии показали также 40 единиц.

## Культовая деятельность
В культовой деятельности помимо проповеди, как правило, присутствует хоровое пение, а также периодически танцы, как национальные, так и других народов мира. Сам Аделаджа церковным облачениям предпочитает классические костюмы. Причащаются прихожане «мацой и виноградным соком».

## Депортация из России
- В 2006 году ФСБ РФ в целях обеспечения обороноспособности и безопасности государства было принято решение в форме заключения о нежелательности пребывания (проживания) Сандея Аделаджа на территории РФ основанием к чему явился пп.1 п.1 ст. 27 федерального закона от 15.09.1996 г. «О порядке выезда из РФ и въезда в РФ»[9][10].

## Возбуждение уголовного дела в отношении «King’s Capital»
В 2009 году глава МВД Украины Юрий Луценко обвинил Аделаджу в мошенничестве и заявил о начале расследования по делу о создании финансовой пирамиды «King’s Capital», на сумму от 1,5 миллионов гривен. В ходе следственных действий проведена судебно-психологическая экспертиза методов Сандея Аделаджи.
Глава киевской милиции Виталий Ярема заявил, что мошенники вывезли за рубеж 100 миллионов долларов США вкладчиков «Кингз Кэпитал» и 8,5 миллионов долларов США «ЛеонеБанк Украина».
Уголовные дела в отношении «King’s Capital» объединены с подобными делами о «Леоне-банке», компании «Пирамида» и ЧП «Грант».
19 октября 2010 года Главное следственное управление МВД Украины объявило в официальных письмах потерпевшим о завершении досудебного следствия. По данным адвоката потерпевших от деятельности «King’s Capital» пострадало более 3000 человек, а общий ущерб по стране составил около 1 миллиарда гривен. Общий объём материалов по делу «King’s Capital» составил 100 томов. Согласно письмам Аделаджа обвиняется по 3 статьям Уголовного кодекса Украины — «Мошенничество в особо крупных размерах», «Создание преступной организации» и «Подделка документов».
В целом, по данным милиции, обнаружено около 6000 договоров King´s Capital с пострадавшими вкладчиками. Наименьшая сумма вклада составляла 2500 гривен, а самый большой вклад — 555000 гривен. В договорах попавших в руки следователей, имели место цифры от 30000 до 70000 гривен. Сам Аделаджа подозревается в присвоении незаконным путём имущества на 169 миллионов гривен, а также денежных средств в размере 33 миллиона гривен, но пока проходит по делу как свидетель и находится под подпиской о невыезде.
В марте 2011 года Аделаджа, по его словам, «покаялся за деятельность „King’s Capital“». По словам нигерийца, он доверял своим прихожанам-основателям указанной компании, а они его обманули. Тем не менее, согласно показаниям пострадавших, Аделаджа призывал прихожан вкладывать деньги в компанию «King’s Capital».
13 сентября 2011 года началось рассмотрение дела в Днепровском районном суде Киева. Среди обвиняемых, помимо Сандея Аделаджи проходя ещё пять должностных лиц компании. Они обвиняются в совершении преступлений, предусмотренных ч. 1 ст. 255 УК Украины(«создание, руководство и участие в преступной организации»), ч. 4 ст. 190 УК Украины («мошенничество»), а также ч. 2 и ч. 3 ст. 358 УК Украины («подделка и использование заведомо поддельного документа»). Согласно материалам судебного производства, в феврале 2006 года панамская компания «JC & AA King's Сapital Limited» (директор Рикардо Васкес) создала в Украине ЧП «Кингз Кепитал» с директором Олександром Бандурченко, который совместно с молодежным пастырем церкви "Посольство Божье" Александром Сафоновым с мая 2006 года проводили рекламу деятельности предприятия в Церкви «Посольство Божье» с обещанием выплаты дивидендов от 36% до 72% годовых. Сандей Аделаджа, во время богослужений и проповедей, используя свое положение старшего пастора Церкви «Посольство Божье», также призывал и агитировал прихожан в инвестирования (внесения) ими средств в группу компаний «Кингз Кепитал». В дальнейшем, для инвестирования средств граждан, использовались созданные кредитный союз «Тринадцатая зарплата», ООО «Кингз Кэпитал», ВОО «Духовность и Благополучие». С мая 2007 года по ноябрь 2008 года, по версии следствия, Сандей Аделаджа возглавил данную деятельность. В октябре 2008 года компании перестали выплачивать проценты по вкладам и возвращать средства инвесторов. Легализация (отмывание) доходов осуществлялась в основном через куплю-продажу земли и через фиктивные предприятия.  Общая сумма убытков, полученных потерпевшими, составила  более 141 млн. грн. (примерно 28 млн. долларов США); потерпевшими признаны около 3700 граждан.
В декабре 2023 года суд освободил Сандея Аделаджу и остальных фигурантов от уголовной ответственности по делам, связанных с «King’s Capital», в связи с истечением срока давности (15 лет).

## Строительство «Иисусленда»
6 июля 2012 года сбор средств на строительство «Иисусленда» («страны Иисуса»). Членам Посольства Божьего предложено добровольно перечислить на реализацию проекта «Иисусленда» по $100 или 1 тыс. гривен.

## Критика
- Аделаджей под видом аренды был осуществлён захват легкоатлетического манежа в киевском районе Березняки, дети и подростки лишились возможности заниматься спортом[5].
- Деятельность Сандея Аделаджи вызвала резкую критику некоторых кругов украинских протестантов[37][55], считающих Аделаджу лжеучителем.[56] В частности, епископы наиболее численных харизматических церквей Украины исключили Посольство Божье из членства в Объединении Харизматических Церквей. По некоторым данным, епископ пятидесятнического объединения «Божья Церковь Украины» Виталий Вознюк, в свою очередь, отмечал положительные стороны проповеди Сандея Аделаджи[57].
- Группа бывших членов организации выступила 14 января 2010 года на пресс-конференции в ИА «УНИАН» с обвинениями Сандея Аделаджи в призыве к вкладыванию денежных средств в учреждённый Аделаджой «Клуб 1000 миллионеров», а также в принуждении к выплате 10 % от своих трудовых доходов или оборота в бизнесе, взятию кредитов в банке для последующей отдачи руководству Клуба[58].
- Бывший член Посольства Божьего Владимир Жукотанский назвал эту организацию финансовой пирамидой, отметил психические расстройства у многих членов[59].

## Собственность
Коммерческие фирмы на Украине — «Прост» и «Скиния», издательство «Фарес», ООО «Валента», "Бизнес-центр «Преобразование».
В Ирпене под Киевом имеет два 4-этажных особняка, которые используются для приема зарубежных делегаций, посещающих «Посольство Божье». Также Аделаджа владеет 3 автомобилями Мерседес с аэрографией на религиозную тематику — Mercedes-Benz W221 Carlsson (S-Class), Mercedes-Benz CL63 AMG (CL-класс), Mercedes-Benz C-class.
Пять домов и семь земельных участков в Сакраменто в штате Калифорния в США.

## Научная литература
- Белякова Н. А. Эволюция отношений власти и христианских деноминаций в Белоруссии, Украине и республиках Прибалтики в последней четверти XX - начале XXI вв. / : диссертация ... кандидата политич. наук : 07.00.00, 07.00.03 [Место защиты: Московск. государств. универ. им. М. В. Ломоносова]. — М.: МГУ имени М. В. Ломоносова, 2009. — 323 с.
- Владимиров Д. А. Политическое участие и роль некоммерческих организаций в демократических преобразованиях в Приморье конца XX и начала XXI в. / : диссертация ... кандидата политич. наук : 23.00.02 [Место защиты: Дальневосточ. государств. универ.]. — Владивосток: ДВГУ, 2010. — 282 с.
- Куропаткина О. В. Религиозная и социокультурная самоидентификация "новых" пятидесятников в России / : диссертация ... кандидата культурологии : 24.00.01 [Место защиты: Рос. гос. гуманитар. ун-т (РГГУ)]. — М.: РГГУ, 2009. — 257 с.
- Скоробогатова И. В. Харизматические церкви в современной России / : диссертация ... кандидата филос. наук : 09.00.14 [Место защиты: Ленинградский государственный университет имени А. С. Пушкина. — СПб.: ЛГУ имени А. С. Пушкина, 2011. — 230 с.